# گوهلن
گوهلن (به آلمانی: Göhlen) یک شهر در آلمان است که در لودویگسلوست-پارشیم واقع شده‌است. گوهلن ۴۰۷ نفر جمعیت دارد.